# 事業計画
事業計画（ じぎょうけいかく、英語: Business plan）は事業の達成目的、目標、達成する計画・過程を示した公式のステートメントまたはその文書のこと。その目的を達成しようとする組織の概要や背景、 戦略などの情報を含む場合もある。「ビジネスプラン（英語：business plan）」とも呼ばれる。企業の計画のみならず、国や行政機関、教育機関、非営利団体の事業についても使用される。
事業計画は、その顧客、納税者、コミュニティーなどを対象とし、その認識を改めることを目的として策定されることもある。例えば既存の事業が大きな変化を起こす場合や、新規のベンチャー事業を計画する場合には、投資家が判断するために3-5年の事業計画が必要とされる。

## 対象
事業計画は組織の外部、内部の両方に向けて発信される。外部に向けて発信される計画は、外部のステークホルダー、特に財務上の関係者にとって重要な財務目標が示される。典型的には、その目標を達成しようとする組織やチームについての詳細な情報が示される。私企業の場合は投資家や顧客がそのステークホルダーである。非営利団体のステークホルダーは、寄付をする篤志家やサービスを受ける側の人々である。政府機関の場合には、納税者や上位の政府機関、国連の経済部門や国際通貨基金（IMF）や世界銀行などの国際開発金融機関などがステークホルダーである。
組織内部に向けられた事業計画は、外部に発信した計画の達成に向けて必要な内部目標が示される。新製品・新サービス、新規ITシステムの開発や、財務再建、工場の再生、組織の再構築などが含まれる。

## 内容
事業計画は意思決定のツールである。事業計画の内容や形式は、目標や対象によって決定される。例えば非営利団体の事業計画は組織の使命との適切な合致が論じられることもある。
事業計画の策定に関しては、財務、人事、知財、サプライチェーン、業務運営、マーケティングなど広範な事業分野での知識が必要となる。事業計画は各専門分野での計画の集合体としての見方も出来る。
よい事業計画とは、その分野に詳しくない者に対し、よき事業をより信憑性高く、理解しやすく、魅力的に説明するものである。よい事業計画を策定することは、事業の成功を保証するものではないが、失敗の可能性を減少するためには大きく役立つことである。

## 事業計画書
事業計画書は、新しい事業を始める際、または既存の事業を拡大する際に扱う文書である。事業計画書は、事業のビジョン、目標、戦略、財務計画などの情報をまとめたものである。
事業計画書は投資家や銀行、パートナーに事業や自社の強みや魅力を伝える役割がある。

### 事業計画書を扱う様々な場面
財務計画・競合分析・事業の売却・事業の統合などがあるが、中でも事業の躍進度合を左右するのは、中小企業や個人事業主にとって有益な、新規事業立ち上げや業務転換に活用できる補助金の申請時である。
中小企業や個人事業主が利用できる補助金には以下のようなものがある。
- ものづくり補助金[6]
- 事業再構築補助金[7]
- 小規模事業者持続化補助金
- IT導入補助金

そのため、事業者は事業計画書の書き方を抑えておく必要があるといえる。